# Ville-sur-Illon
Ville-sur-Illon – miejscowość i gmina we Francji, w regionie Grand Est, w departamencie Wogezy.
Według danych na rok 1990 gminę zamieszkiwało 466 osób, a gęstość zaludnienia wynosiła 26 osób/km² (wśród 2335 gmin Lotaryngii Ville-sur-Illon plasuje się na 615. miejscu pod względem liczby ludności, natomiast pod względem powierzchni na miejscu 239.).